# بی‌بی‌سی آمریکا
بی‌بی‌سی آمریکا (انگلیسی: BBC America) شرکت رسانه‌ای آمریکایی بریتانیایی است، که در سال ۱۹۹۸ تأسیس شد.